# Stelis louisae
Stelis louisae är en biart som beskrevs av Cockerell 1911. Stelis louisae ingår i släktet pansarbin och familjen buksamlarbin. Inga underarter finns listade.

## Utseende
Arten är tämligen getinglik med svart grundfärg och gula markeringar på huvud, mellankropp och bakkropp, på den senare fördelat som ett brett, gult tvärband på tergit (bakkroppssegment) 1, gula fläckar på tergit 2, smalare tvärband på tergit 3 till 4 (och för honan tergit 5). Hanen har istället gula fläckar på tergit 5. En relativt liten art; längden uppgår till 8 mm.

## Ekologi
Stelis louisae är kleptoparasitisk; honan tränger in i bon av tapetserarbin som Megachile campanuelae och lägger sina ägg där. Larven dödar värdartens ägg eller larv och lever sedan av matförrådet.
Flygtiden varar från mars till september; arten hämtar nektar från blommande växter som korgblommiga växter (likt gullris, skäror, binkor, solrosor, solörter och korsörter), ärtväxter (likt sötväpplingar och Otholobium), slideväxter (likt pilörter), sumakväxter, brakvedsväxter (likt säckbuskar) samt kransblommiga växter (likt Pycnanthemum).

## Utbredning
Arten förekommer i östra USA från Kentucky och Virginia till Texas och Florida. Fynd har även gjorts norr därom, från New England och söderut.